# 내 뇌 속의 선택지가 학원 러브 코미디를 전력으로 방해하고 있다
《내 뇌 속의 선택지가 학원 러브 코미디를 전력으로 방해하고 있다》(일본어: 俺の脳内選択肢が、学園ラブコメを全力で邪魔している), 약칭 노우코메(일본어: のうコメ)는 일본의 작가 카스카베 타케루가 쓰고 유키오가 삽화를 담당한 라이트 노벨이다. 2013년 10월 10일부터 동년 12월 12일까지 TV 애니메이션으로 에피소드 열 편이 방영되었고 2014년 5월 20일에 OVA가 발매되었다.

## 등장인물

### 주역
아마쿠사 카나데 (일본어: 甘草 奏)
성우 - 토요나가 토시유키, 하야마 이쿠미 (여성 버전)
이 작품의 주인공으로 뇌 속에 현재 상황에 대한 선택지가 강제로 보여지는 '절대 선택지'의 저주에 걸려서 선택지를 고르지 않으면 참을 수 없는 두통에 시달리게 된다. 결국 그 선택지에 따라 엉뚱한 내용을 행동해서 ’사절 5’에 속하게 된다.
쇼콜라 (Chocolat, 일본어: ショコラ 쇼코라[*])
성우 - 사도하라 카오리
카나데가 학교 수업을 마치고 귀가하다가 절대 선택지의 1번(미소녀가 하늘에서 떨어진다)을 선택해서 만나게 되었다. 카나데의 절대 선택지 저주를 풀기 위해서 왔다고 하지만 기억 상실증에 걸려서 큰 도움을 주지 못한다.

### 거절 5
'거절 5'(일본어: お断り5)는 아마쿠사 카나데가 다니는 학교에서 설정한 집단으로, 잘 생긴 외모와 달리 생각지도 못한 실망스러운 행동을 하는 사람들을 가리킨다. 아마쿠사 카나데도 이 집단에 속한다.
유키히라 후라노 (일본어: 雪平 ふらの)
성우 - 콘도 유이
카나데의 반 친구로, 항상 무표정으로 독설이나 변태적 발언을 내뱉어 거절 5에 속하게 되었다. 사실은 부끄러움을 많이 타서 가짜 성격을 연기하는 것이었으며, 카나데에게 호감을 가지고 있다.
유오지 오우카 (어릴적부터 주인공을 사랑하는 설정을 지녔다. 그리고 성형을 해서 그로 인한 트라우마로 후에 주인공을 살해한다.)
성우 - 츠지 아유미
카나데의 반 친구로, 대기업 UOG의 회장의 영애이다. 항상 정신연령이 낮은 듯이 행동한다.
유메시마 카라스 (일본어: 夢島 カラス)
성우 - 이와사키 마사미
3학년 남학생으로 항상 얼굴에 붕대를 감고 다닌다.
하코니와 유라기 (일본어: 箱庭 ゆらぎ)
성우 - 오오조라 나오미
카나데의 소꿉친구. 모두에게 여동생으로 불리는 것에 집착한다.

### 공식 순위
코쿠뱌쿠인 세이라(일본어: 黒白院 清羅)
성우 - 이가라시 히로미
학생회장. 아름다운 외모와 성격으로 교내의 공식 인기 순위 1위이다. 카나데의 절대 선택지에 대해 무언가를 알고 있으며, 수상한 면모를 보인다.
야와카제 코나기(일본어: 柔風 小凪)
성우 - 미사토
순수한 성격으로 남학생들에게서 아이돌로 추앙받는다. '친위대'가 카나데에게 적대감을 드러낸다.
레이카도 아야메(일본어: 麗華堂 絢女)
성우 - 마츠자키 레이
시시모리 소우가(일본어: 獅子守 想牙)
성우 - 콘도 타카유키

### 기타
도라쿠 우타게(일본어: 道楽 宴)
성우 - 야지마 아키코
카나데의 담임교사. 어린아이 같은 외모를 하고 있다.
날라리 신(일본어: チャラ神)
성우 - 타치바나 신노스케

## 같이 보기
- 일본의 애니메이션